# Джон Біско
Джон Біско (англ. John Biscoe; 28 червня 1794—1843) — британський мореплавець і мандрівник, очолив першу з відомих експедицій до земель Антарктики, нині відомих як Земля Ендербі та Земля Ґреяма. В ході експедиції були відкриті численні острови, в тому числі і пізніше названі на його честь острови Бісько.

## Біографія
Біско народився в Мідлсексе, Англія. У віці 17 років вступив на службу у флот. З 1812 по 1815 брав участь у військових заходах проти США. Звільнився в 1815 році в чині капітана. Служив на комерційному флоті в ранзі помічника капітана, плавав в Вест-Індію і на Схід.
У 1830 році китобійна промислова компанія Samuel Enderby & Sons найняла Біско капітаном брига «Тула». Він очолив експедицію з пошуку нових промислових територій в акваторії Південного океану. До грудня Біско і його супутники досягли Південних Шетландських островів. Вони перетнули Південне полярне коло 22 січня 1831 року. 24 лютого 1831 року Біско помітив гори, що підносяться в льодах. Цю землю він назвав Землею Ендербі на честь своїх роботодавців. 8 лютого того ж року він відкрив мис, якому дав ім'я Енн, а гора, розташована на мисі, пізніше отримала ім'я Бісько. Експедиція повернулася до Австралії (місто Гобарт) до травня, при цьому кілька членів команди загинули від цинги, ще не діставшись до Тасманії. Після зимівлі полярники знову вирушили в Антарктику. 15 лютого 1832 був відкритий острів Аделейд, а двома днями пізніше — острова Бісько. Наступної землі, яку він побачив, Бісько дав назву Земля Ґреяма на честь лорда Джеймса Ґреяма, Першого лорда адміралтейства. До квітня 1832 роки він став третім (після Джеймса Кука і Фадея Беллінсгаузена) мореплавцем, що обігнув Антарктиду в антарктичних і субантарктических морях. На шляху додому одне з суден експедиції зазнало аварії поблизу берегів Фолклендських островів. Проте мандрівники успішно повернулися в Лондон до початку 1833 року.
Після повернення Біско знову пішов у комерційний флот, але плавав у Вест-Індію і Австралію. Джон Біско помер в 1843 році в морі, на шляху з Австралії до Англії.

## Меморіали
На його честь названо групу островів і гору. Острови Біско були відкриті біля західного узбережжя Землі Грема в лютому 1832 року під час його навколоантарктичної подорожі на кораблях «Тула» і «Лівлі». Гора Біско (земля ендербі) — це відомий 700-метровий чорний пік, найвища точка мису Енн у Східної Антарктиди. Відкритий Яльмаром Рісер-Ларсен (в 1929 році) і Моусон (1930), вважається, що його бачив Біско в 1831 році.
На його честь названо два британські дослідницькі кораблі. Після перетворення на дослідницьке судно з укріпленим льодом для дослідження залежностей Фолклендських островів HMS Pretext було перейменовано на RRS Джон Біско (1944). Вона повернулася до RRS Pretext у 1956 році, щоб дозволити використовувати назву для RRS Джон Біско (1956), нового корабля з більшою дальністю та більшою вантажопідйомністю.